# Over, Cheshire
Over är en ort i civil parish Winsford, i distriktet Cheshire West and Chester, Storbritannien. Den ligger i grevskapet Cheshire och riksdelen England, i den södra delen av landet, 250 km nordväst om huvudstaden London. Over ligger 53 meter över havet och antalet invånare är 2 804. Over var en civil parish fram till 1936 när blev den en del av Winsford, Darnhall, Marton och Davenham. Civil parish hade 7 306 invånare år 1931. Byn nämndes i Domedagsboken (Domesday Book) år 1086, och kallades då Ovre.
Terrängen runt Over är platt, och sluttar österut. Runt Over är det tätbefolkat, med 276 invånare per kvadratkilometer. Närmaste större samhälle är Winsford, 2,2 km öster om Over. Trakten runt Over består i huvudsak av gräsmarker.